# Haakbusschutter

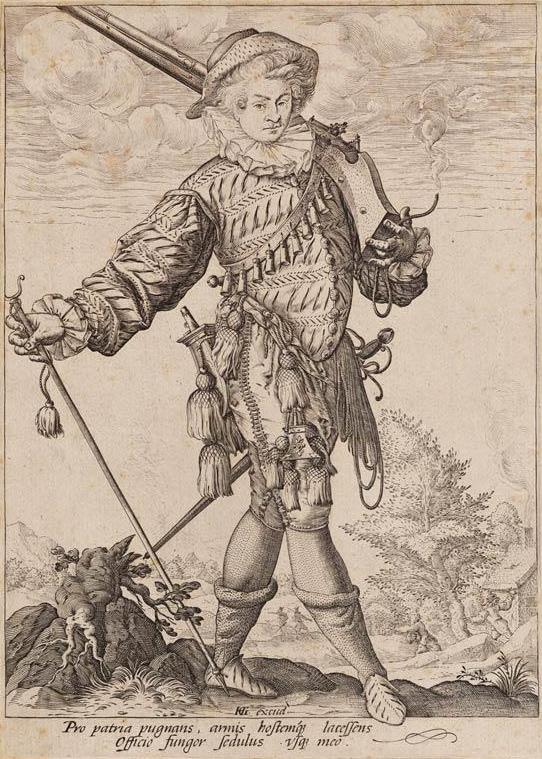
Afbeelding van een haakbusschutter. Hendrick Goltzius, 1585

Een haakbusschutter of haakschutter of arkebusier (uit het Frans: arquebusier) is een soldaat bewapend met een haakbus. Een haakbus is een handkanon met een haak aan de monding van de loop. Deze kon door de schutter aan de rand van een muur worden gehaakt. Hiermee voorkwam de schutter dat hij door de terugslag van het schot omver werd geworpen. De haakbus werd in de 16e eeuw en 17e eeuw gebruikt.
Haakbusschutters waren een type cavalerist, die met hun vuurwapens te paard vochten. Ze vochten in een lossere formatie, in tegenstelling tot de musketiers die in grote formaties vochten en met tientallen tegelijk salvo's afvuurden, waarbij vuurkracht belangrijker was dan gericht vuren. Door de verbetering van de musketten verdween de arkebusier langzaam maar zeker van het slagveld.